# 高辻知義
高辻 知義（たかつじ ともよし、1937年2月10日 - ）は、日本のドイツ文学者、音楽学者、翻訳家。東京大学名誉教授。
ワーグナーを研究、ワーグナー作品の絵入り本の翻訳のほか、対訳本も刊行している。1980年代に、NHKラジオドイツ語講座（中級）の講師を務め、『ローエングリン』を訳読した。
妻はピアニストの岡村梨影。

## 略歴
東京市生まれ。広島大学附属福山高等学校卒業。1959年東京大学文学部ドイツ文学科卒業、1961年東京大学大学院人文科学研究科独語独文学専門課程修士課程修了。1963年國學院大學文学部講師。
1965年から1966年まで、ベルリン自由大学（西ドイツ）へ留学。
1970年10月より東京大学教養学部助教授、1986年より東京大学教養学部教授、その後東京大学大学院総合文化研究科表象文化論専攻主任。1997年定年退官、同年九州産業大学国際文化学部教授。2008年九州産業大学柿右衛門陶芸研究センター教授。

## 著書
- 『ワーグナー』（岩波新書） 1986

### 共著等
- 『ヨーロッパ・ロマン主義を読み直す』（山内久明, 阿部良雄、岩波書店、岩波セミナーブックス） 1997
- 『ワーグナー事典』（三光長治, 三宅幸夫、東京書籍） 2002

## 翻訳
- 『若き日のカフカ』（クラウス・ヴァーゲンバッハ、中野孝次共訳、竹内書店） 1969、のちちくま学芸文庫） 1995
- 『おおきな小人』（ギーゼラ・エルスナー、新潮社） 1970
- 『回想のロンド』（カール・ベーム、白水社） 1970、のち白水Uブックス 1992
- 『ベートーヴェン ピアノ・ソナタ演奏法と解釈』（パウル・バドゥーラ＝スコダ、岡村梨影共訳、音楽之友社） 1970、のち新版 1989・2003
- 『音楽社会学序説』（テオドール・W・アドルノ、渡辺健共訳、音楽之友社） 1970、のち平凡社ライブラリー） 1999
- 『不協和音』（アドルノ、三光長治共訳、音楽之友社） 1971、のち平凡社ライブラリー 1998
- 『ワーグナー』（クルト・フォン・ヴェステルンハーゲン、三光長治共訳、白水社） 1973、のち新版 1995
- 『音楽の贈りもの』（フリードリヒ・シュプリンゴールム、白水社） 1974
- 『カール・ベーム』（フランツ・エンドラー、新潮社） 1983
- 『40年目の5月8日に 大統領の演説』（リヒャルト・フォン・ワイツゼッカー、同学社） 1986
- 『音楽家の肖像』（フェーリックス・シュミット、音楽之友社） 1987年）
- 『フルトヴェングラーかカラヤンか』（ヴェルナー・テーリヒェン、音楽之友社） 1988、のち中公文庫 2021.11
- 『カラヤンの生涯』（フランツ・エンドラー、福武書店） 1994
- 『あるベルリン・フィル楽員の警告』（ヴェルナー・テーリヒェン、平井吉夫共訳、音楽之友社） 1996

### リヒャルト・ワーグナー
- 『ローエングリン』（リヒャルト・ワーグナー、新書館） 1985、のち改訂版（音楽之友社、オペラ対訳ライブラリー） 2011
- 『タンホイザー』（リヒャルト・ワーグナー、新書館） 1986、のち改訂版（音楽之友社、オペラ対訳ライブラリー） 2004
- 『さまよえるオランダ人』（リヒャルト・ワーグナー、新書館） 1986、のち改訂版（音楽之友社、オペラ対訳ライブラリー） 2015
- 『ニュルンベルクのマイスタージンガー』（リヒャルト・ワーグナー、新書館） 1987、のち改訂版（音楽之友社、オペラ対訳ライブラリー） 2001
- 『トリスタンとイゾルデ』（リヒャルト・ワーグナー、新書館） 1988、のち改訂版（音楽之友社、オペラ対訳ライブラリー） 2000
- 『パルジファル』（リヒャルト・ワーグナー、新書館） 1988、のち改訂版（音楽之友社、オペラ対訳ライブラリー） 2013
- 『ニーベルングの指環』上・下（リヒャルト・ワーグナー、音楽之友社、オペラ対訳ライブラリー） 2002
- 『友人たちへの伝言 ワーグナー』（リヒャルト・ワーグナ、共訳、法政大学出版局） 2012